# Antonino Mura Ena
Antonino Mura Ena (Bono, 17 ottobre 1908 – Roma, 18 luglio 1994) è stato uno scrittore, poeta e pedagogista italiano.

## Biografia
Dopo le scuole primarie nel paesino di Lula, ospite dello zio sacerdote, Mura termina gli studi superiori a Cagliari e nel 1938 si laurea in Pedagogia all'Università di Roma, relatore Guido De Ruggiero, con una tesi sulla dottrina hegeliana dello Stato.
Negli ultimi anni d'università inizia a insegnare in un istituto magistrale di Nuoro, nel quale il preside Remo Branca lo aveva incoraggiato a scrivere e aiutato a pubblicare nel 1938 una raccolta di poesie, L'Isola e la città, e una traduzione dal tedesco al sardo di una lirica di Heinrich Heine Eo e tue. Remo Branca e Francesco Pala inseriranno poi la traduzione nella loro antologia. L'anno dopo pubblica il suo primo libro di poesie in lingua italiana col titolo di Nuove poesie, per la casa editrice Novissima. In quegli anni scrive anche il suo primo romanzo, La fontana del pane, che però non verrà mai stampato.
Nel 1940, agli inizi della seconda guerra mondiale si trasferisce a Pizzoli nel paese natale della moglie. Le conversazioni con gli sfollati e gli eventi bellici portano Mura, dopo aver costituito la sezione del P.C.I locale, a far parte del Comitato di Liberazione Nazionale. Nel 1946 pubblica (sotto il nome di Antonio Murena) un saggio su Palmiro Togliatti.
Insegnò Pedagogia nella seconda Università di Roma. È stato libero docente ed è stato autore di libri sul rapporto tra insegnamento e mezzi di comunicazione, di due traduzioni di Sant'Agostino (una, più volte ristampata, del De catechizandis rudibus, Brescia, La Scuola, 1956, 3ª ed. 1971, e una del De Magistro, Roma, Atena, 1965). Mura Ena riprenderà a lavorare ai racconti Memorie del tempo di Lula e alla raccolta di poesie Recuida, e nel 1988 si aggiudicherà un premio speciale al Pompeo Calvia di Sassari.
Alle quattro sillogi, Appentos e ammentos, Recuida, Cunsideros, Tejos cantados, che fanno parte di Recuida, il poeta dedicò gran parte della sua attività, lavorandovi per circa trent'anni. Recuida significa grande ritorno: alla Sardegna e alla comunità d'origine del Goceano e della Barbagia, sebbene nei suoi testi poetici sia stato colto un tessuto di intertestualità da autori del secolo XIV spagnolo, a Federico García Lorca e Antonio Machado.
Morto nel 1994, è stato in seguito rivalutato dai critici come Nicola Tanda, che si è impegnato per la valorizzazione della sua opera.
La raccolta di poesie Recuida è considerata da Franco Brevini una delle opere più importanti nel quadro della letteratura sarda del Novecento. Ugualmente Giulio Angioni colloca Antonino Mura Ena, Benvenuto Lobina e Francesco Masala in una triade dei migliori poeti sardi, e non solo in sardo, per lo meno del Novecento.

## Opere
- L'isola e le città, Genova, F. e S. Pala editori, 1938
- Nuove poesie, Roma, Edizioni di Novissima, 1939
- (col nome di Antonio Murena) Togliatti, Roma, Partenia, 1946
- La colonna sonora nel film didattico, Roma, Ed. Cineteca Del Ministero Pubblica Istruzione, 1952,
- Scuola attiva e cinema, Roma, Edizioni della Cineteca Scolastica, 1954 (poi Bologna, Malipiero, 1958)
- Il film nell´insegnamento della storia, Roma, Edizioni della cineteca scolastica del Ministero per la Pubblica Istruzione, 1955
- Premessa ad una storia dell´educazione, Roma, Edizioni Biblioteca Nuovo Cinema, 1955.
- Il fanciullo e la musica, Bologna, Malipiero, 1957
- Dalla Germania. Lettere sull´educazione, Bologna, Malipiero, 1958
- Il disegno dei ragazzi, Bologna, Malipiero, 1959
- Discorsi sulla televisione, Brescia, Editrice La Scuola, 1960
- Film Storia e storiografia, Roma, La Quercia, 1963
- Introduzione alla pedagogia, Roma, La Quercia, 1964
- Lezioni di pedagogia, Milano, Edizioni Le Stelle, 1966
- Il pensiero pedagogico nel mondo antico, Roma, Bulzoni, 1972
- La pubblicità: discorso pedagogico, Roma, Bulzoni, 1975
- Memorie del tempo di Lula, a cura di Nicola Tanda, Sassari, Edes, 1997
- Recuida, edizione critica e traduzione a cura di Nicola Tanda, Sassari, Edes, 1998
- Memorie del tempo di Lula, edizione critica a cura di Dino Manca, Centro di Studi Filologici Sardi/Cuec, Cagliari, 2006